# 버디 (개)

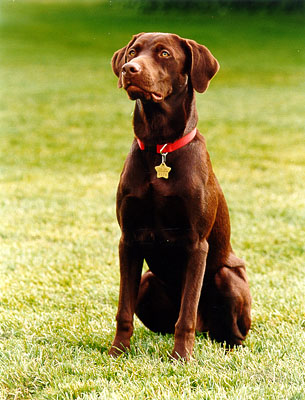
버디와 빌 클린턴

버디(Buddy, 1997년 9월 ~ 2002년 1월 2일)는 빌 클린턴 대통령이 임기 중에
가족들과 백악관에서 기르던 2마리의 반려 동물 중 한 마리이다. 래브라도 리트리버 종의 수컷 개로, 초콜릿색이다.

## 생애
빌 클린턴은 1997년 12월 메릴랜드주 캐럴라인군에서 태어난 당시 생후 3개월의 강아지였던 버디를 구입했다. 2001년 1월에 빌 클린턴 대통령은 임기를 마치고 가족이 백악관을 나온 후 이주한 뉴욕의 작은 집에서는 더 이상 키울 수가 없었고, 빌 클린턴의 비서였던
베티 커리에 의해 입양된다.
2002년 1월 2일,
버디는 뉴욕 주의 클린턴 가족의 집 근처에서
자유롭게 돌아다니다가,
차량에 치어 죽게된다.

## 기타
힐러리 클린턴은 1998년에 아동 도서 《Dear Socks, Dear Buddy: Kids' Letters to the First Pets》를 집필하였다. 이 책은 버디와 삭스의 사진이 실려있다.

## 같이 보기
- 삭스 (고양이)